# 紐爾巴區
63°28′00″N 118°19′00″E / 63.4667°N 118.3167°E

紐爾巴區（俄语：Нюрбинский район），是俄羅斯的一個區，位於該國東部，由薩哈共和國負責管轄，始建於1930年1月9日，面積52,400平方公里，2010年人口15,101，人口密度每平方公里0.29人。